# Нидерландские Антильские острова на летних Олимпийских играх 1984
Нидерландские Антильские острова принимали участие в Летних Олимпийских играх 1984 года в Лос-Анджелесе (США) в седьмой раз за свою историю, но не завоевали ни одной медали. Сборную страны представляли 5 женщин.